# El Fortín del Estrecho
El Fortín del Estrecho es un periódico chileno, editado y distribuido de forma gratuita en la ciudad de Punta Arenas. Es propiedad de Antonio Deza y es editado por Vientos del Sur.
El periódico, trata de rescatar la cultura regional, crear conciencia de la independencia política y económica que debiera existir en la Región de Magallanes y de la Antártica Chilena.

## Historia
El periódico fue fundado el 4 de septiembre del 2000, queriendo en un inicio distribuir el periódico de manera semanal y gratuita, para poder entregar a la población de Punta Arenas una mirada diferente de política y actualidad.
Actualmente el periódico sigue su entrega gratuita a la ciudadanía, a través de cafeterías regionales y pubs, pero ahora de forma mensual.
Para poder sostener la entrega del periódico, se realiza publicidad pagada en las páginas del mismo y en su edición de Internet.